# Phaeoisaria glauca
Phaeoisaria glauca är en svampart som först beskrevs av Ellis & Everh., och fick sitt nu gällande namn av de Hoog & Papendorf 1976. Phaeoisaria glauca ingår i släktet Phaeoisaria, divisionen sporsäcksvampar och riket svampar.   Inga underarter finns listade i Catalogue of Life.